# 武装部队预备役奖章
武装部队预备役奖章（英語：Armed Forces Reserve Medal）是美国的一项军事勋奖。该奖章用以表彰预备役部队成员的服役贡献，并授予军官和入伍人员。

## 介绍
在美国陆军预备役和国民警卫队中，服役人员在现役预备役服役满十年后有资格获得该奖章。这项服役可以是累积的，前提是需在连续12年的时间内完成了10年的联合服役。自愿召回现役不计入服役十年内。此外，与预备役良好行为奖章不同的是，在授予武装部队预备役奖章时，军人的纪律历史并不会作为考量因素。在美国海军预备役中，个人准备预备役的成员在服役10年后有资格获得该奖章。另外，服役满10年或以上的预备役军官有资格获得武装部队预备役奖章。